# Marcelo González Martín
Marcelo González Martín (Villanubla, Valladolid; 16 de enero de 1918-Fuentes de Nava, Palencia; 25 de agosto de 2004) fue un cardenal español, primado de España entre 1971 y 1995. Junto al cardenal Tarancón fue una figura de referencia en la Iglesia española durante la Transición.

## Biografía previa al episcopado
Era hijo de un pequeño comerciante de Valladolid, cursó sus estudios de filosofía y teología en el seminario de Valladolid, y completó su formación en la Universidad Pontificia Comillas, en la que obtuvo el grado de doctor en Teología. Fue ordenado sacerdote en Valladolid, el 29 de junio de 1941. Su primer destino como sacerdote fue la docencia en el Seminario Diocesano de Valladolid y en las facultades de Derecho y Medicina de la Universidad de Valladolid, en las que también ejerció como capellán. Después, fue canónigo de la Catedral de Valladolid.
Hombre de gran energía y fuerte temperamento, en este periodo también asumió los trabajos de asesor diocesano de Acción Católica, de Cáritas Diocesana y de la obra benéfica y de los trabajos de construcción del barrio de San Pedro Regalado y de rehabilitación del barrio España. Fue promotor de muchas iniciativas pastorales y sociales, entre las que destacan la construcción de viviendas populares, de escuelas primarias y, más tarde, institutos de Formación Profesional y un colegio diocesano para más de mil estudiantes. Al mismo tiempo viajó por toda España para dirigir ejercicios espirituales y realizar ciclos de conferencias sobre asuntos de fe y espiritualidad.

## Obispo de Astorga
El 31 de diciembre de 1960 fue nombrado obispo de Astorga y consagrado el 5 de marzo de 1961 en aquella misma ciudad por el nuncio en España permaneciendo en esta sede durante seis años. Fue un obispo muy activo y estuvo especialmente interesado en actividades que estrecharan la cooperación de sacerdotes y laicos, razón por la que estableció programas de reuniones de trabajo y de oración. Mejoró la dotación económica del seminario y estableció una intensa reforma de los programas de estudio, promoviendo el desarrollo espiritual y académico de los futuros sacerdotes. Fundó la emisora católica Radio Popular de Astorga y el Instituto Diocesano de Formación y Acción Pastoral, con el que se dio un gran impulso tanto a la construcción de nuevas iglesias, de hogares para familias de trabajadores y de una nueva sede para el seminario menor.
Como obispo de Astorga participó en las sesiones del Concilio Vaticano II.

### Escudo episcopal
En su escudo episcopal figuraban los anagramas de Acción Católica y de Cáritas con el lema Pauperes evangelizantur (‘los pobres están siendo evangelizados’).

## Arzobispo de Barcelona
El 21 de febrero de 1966 Pablo VI lo nombró arzobispo titular de Caso Mediane y coadjutor del arzobispo de Barcelona, Gregorio Modrego y Casaus, con derecho a sucesión, producida el 7 de enero de 1967. Su nombramiento definitivo no gustó a muchos sectores catalanistas católicos, los cuales, basándose en las resoluciones del entonces recién concluido concilio Vaticano II, organizaron la campaña «Volem bisbes catalans!» (‘Queremos obispos catalanes’). En reacción, los sectores españolistas le dedicaron un triunfalista recibimiento. Ante esta situación, consciente del problema, prometió aprender catalán, y se dedicó intensamente a la diócesis. El 29 de octubre de 1967 asistió a la I Asamblea Ordinaria del Sínodo de los Obispos, en la Ciudad del Vaticano, institución nacida en el Concilio.
En los cinco años de su estancia en Barcelona su actividad se orientó especialmente a la reorganización de la diócesis y a la intensificación de acción pastoral y de servicio, según los parámetros del Concilio Vaticano II, por lo que los recelos iniciales contra su persona menguaron. Promovió el uso del catalán en la liturgia, para lo que contó con la ayuda de los monjes de Montserrat, y nombró los siete vicarios episcopales y un pro-vicario para la mejor atención de los fieles. Reformó el Seminario mayor y el menor, y promovió la creación de la Facultad de Teología de Barcelona. Erigió nuevas parroquias, especialmente en áreas obreras, creó la Comisión de Pastoral Diocesana, la Comisión Diocesana de Medios de Comunicación Social y el Consejo Presbiteral.
Desde el punto de vista eclesial, desarrolló un importante trabajo de reordenación diocesana, con la colaboración de expertos, que promovió la división de la Archidiócesis de Barcelona en cuatro territorios diocesanos nuevos.
Su intensa actividad magisterial en Barcelona consta de más de 100 documentos pastorales sobre diversas cuestiones y unos 800 sermones, tanto en la Catedral como en diversas parroquias, que fueron publicados posteriormente en cuatro volúmenes (Fuertes en la Fe, Editorial Balmes, Barcelona, 1968-1971).

## Arzobispo de Toledo y primado de España
El 3 de diciembre de 1971 fue promovido a la archidiócesis de Toledo, en la que sucedió al cardenal Tarancón, que había pasado a ser arzobispo de Madrid y era el primer prelado toledano en la historia que abandonaba la sede primada para hacerse cargo de otra.
Estuvo al frente de la archidiócesis durante 23 años. Asistió a la III Asamblea Ordinaria del Sínodo de los Obispos, en la Ciudad del Vaticano, del 27 de septiembre al 26 de octubre de 1974 ya como primado de España.

### Formación del clero y de los fieles
Se encontró con una archidiócesis que no pasaba por buenos momentos: el abandono del campo durante los años 60 había vaciado sus parroquias, y disperso en un territorio de más de 20.000 kilómetros cuadrados, se encontró con un clero mal atendido y que carecía de medios de formación y de subsistencia básica. Durante sus años de pontificado en Toledo realizó visitas pastorales a todas las parroquias, incluso a las más pequeñas y apartadas y el trato con sacerdotes, religiosos, catequistas y miembros de grupos apostólicos fue constante.
Por otra parte fijó uno de sus objetivos en mejorar y acondicionar a las normas del Vaticano II los medios de formación de la diócesis, tanto para el clero como para seglares. Para estos últimos creó una importante red de escuelas de catequistas y dos escuelas de Teología para seglares, una en Toledo y otra en Talavera de la Reina.
En cuanto a la formación de los candidatos al sacerdocio, realizó intensas reformas desde su misma llegada a la ciudad: pocos meses después de tomar posesión como arzobispo de Toledo, publicó la pastoral «Un Seminario nuevo y libre», en la que establecía las normas por las que habría de regirse el Seminario Mayor de San Ildefonso de Toledo y en colaboración con el siervo de Dios José Rivera, creó el Seminario de Santa Leocadia, para la formación sacerdotal de adultos, y un seminario menor en la localidad de Mora.
El cardenal González Martín reguló la enseñanza académica y vinculó el seminario como estudio teológico a la Facultad de Teología del Norte —con sede de Burgos—, y creó el Instituto de Estudios Visigóticos Mozárabes de San Eugenio, como fruto del I Congreso Internacional de estudios mozárabes.
Siguiendo estrictamente los consejos del Concilio, el Seminario y la Facultad de Teología de Toledo pronto se convirtieron en referente para toda la Iglesia, admitiendo alumnos de otras diócesis, tanto españoles como extranjeros, sobre todo americanos, europeos del Este y africanos. Durante su pontificado, el número de alumnos de estas instituciones experimentó un continuo aumento, en contraste con la crisis de vocaciones sacerdotales en el resto de las diócesis españolas.
Además, con el fin de promover la formación permanente de los sacerdotes, creó la Casa San José, para la organización de cursos de Teología, Pastoral y Sociología.

### Acción pastoral
Su labor pastoral se basó en una gran cercanía a sus fieles, a quienes atendió en sus continuos viajes pastorales y para quienes celebraba numerosas sesiones de ejercicios espirituales. También promovió y creó nuevas parroquias, especialmente en Toledo y Talavera de la Reina. En 1984 inauguró la Casa Diocesana de Ejercicios «El Buen Pastor» y la Casa Sacerdotal «Cardenal Marcelo».
Convocó el XXV Sínodo Diocesano, en cuya fase inicial intervinieron más de 12.000 participantes: sacerdotes, religiosos, religiosas y seglares. Las Constituciones Sinodales fueron promulgadas el 23 de noviembre de 1991, y conforman la normativa y las directrices evangelizadoras y pastorales de la Iglesia de Toledo.
Puso especial hincapié en el uso de los medios de comunicación social como herramientas educativas y para la evangelización. Para favorecer el diálogo con la cultura y con los medios y técnicas que ésta exige, creó la publicación semanal «Padre Nuestro» y la emisora diocesana «Radio Santa María de Toledo», primera experiencia radiofónica de programación religiosa especializada en España.
Su preocupación por la promoción social de los marginados y de los más desfavorecidos de la sociedad le llevó a impulsar la construcción de siete albergues para transeúntes, y el Centro Diocesano de Reinserción Social.
En lo relativo a la participación de los seglares, creó el Foro Diocesano de Laicos en 1993.
También estableció nuevas normas para la celebración de la famosa Procesión del Corpus Christi, favoreció la creación de nuevas cofradías y vinculó la participación de las autoridades civiles al respeto religioso.

### Reforma del rito hispano-mozárabe
A su llegada a Toledo, González Martín se encontró con una aún numerosa comunidad de rito mozárabe, pero que pasaba malos momentos por el abandono de los ritos y la dispersión de sus miembros. 
El 9 de junio de 1977 procedió a la erección canónica del Instituto de Estudios Visigótico-Mozárabes. Reorganizó las parroquias mozárabes y, con la excusa de adaptar el Rito hispánico a los planteamientos del Concilio Vaticano II en su Constitución Apostólica sobre la Sagrada Liturgia, aborda una nueva revisión del misal mozárabe, que ya no solo pretendía mantener al día la celebración en Toledo, sino restaurar la pureza primitiva de los textos y del orden de celebración. La revisión fue promovida por el cardenal de Toledo en su doble calidad de arzobispo de Toledo-superior responsable del rito y de presidente de la Comisión de Liturgia de la Conferencia Episcopal. Se nombró una comisión de expertos sacerdotes toledanos y de otras diócesis, así como de congregaciones religiosas, que en un trabajo de nueve años, consultando archivos y bibliotecas, manuscritos y códices publicados, lograron restituir el Misal Hispánico a su auténtica y genuina pureza, eliminando las adherencias que se habían agregado a través de los siglos e incorporando lo que se había perdido en leccionarios, fiestas de algunos santos, etc.
En 1992 fue presentado el primer volumen del Nuevo Misal Hispano-Mozárabe al papa Juan Pablo II, quien celebró la santa misa en este rito, el 28 de mayo de 1992, solemnidad de la Ascensión del Señor, convirtiéndose en el primer papa que lo utilizaba en Roma.
Por petición de don Marcelo, el papa Juan Pablo II amplió los permisos para el uso de esta liturgia a cualquier lugar de España, donde la devoción o el interés histórico-litúrgico lo requirieran.
En este sentido, también se favoreció la formación litúrgica del clero mozárabe y se remodeló la capilla del Corpus Christi, en la que se celebra diariamente con este rito en la Catedral.

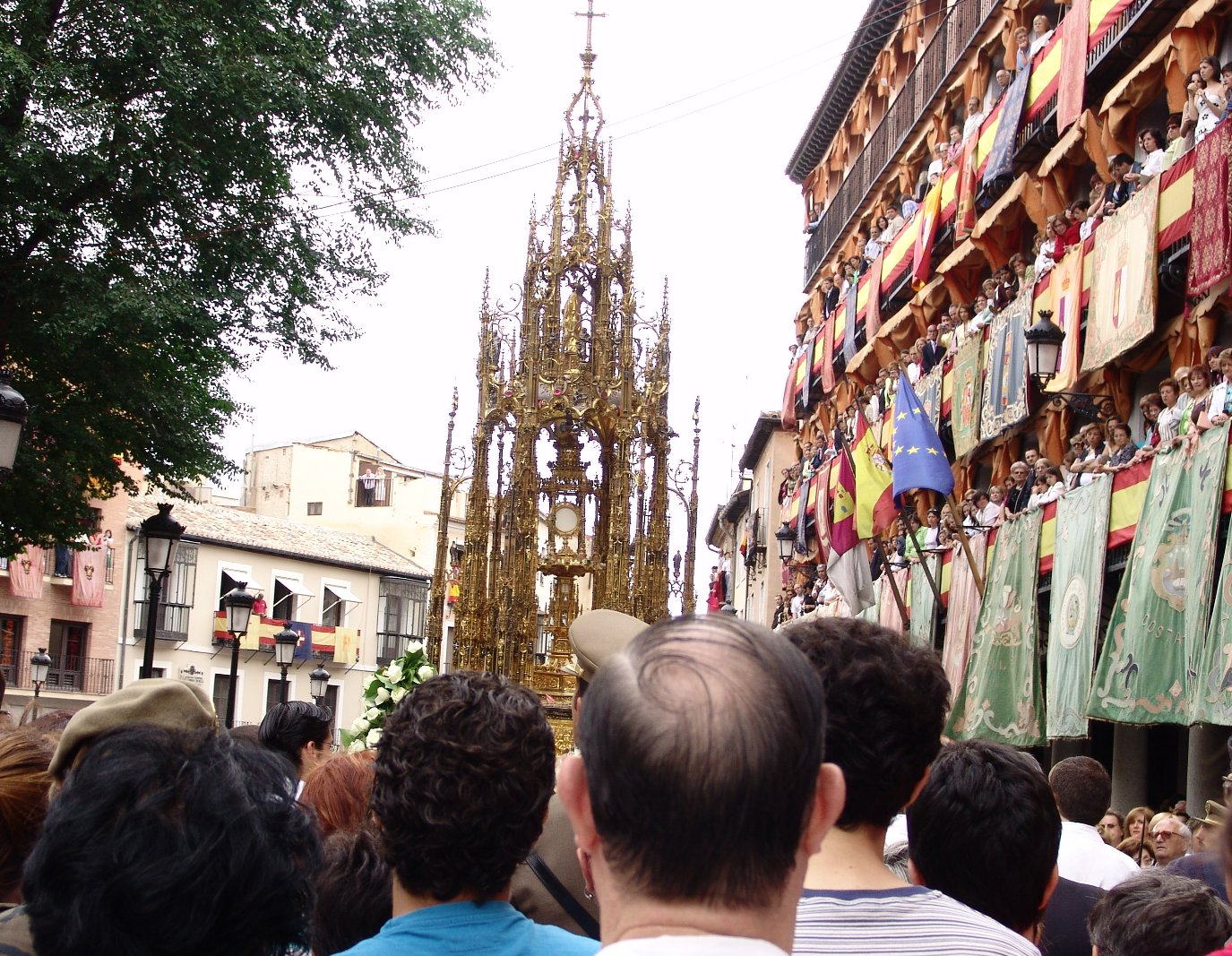
Procesión del Corpus Christi en Toledo.

### El patrimonio de la archidiócesis y la provincia eclesiástica
Otro de sus intereses fue la conservación del patrimonio histórico-artístico de la archidiócesis, por lo que tomó iniciativas para la restauración y rehabilitación de iglesias, conventos y recuperación de obras de arte, en especial la Catedral primada (que fue restaurada y limpiada completamente) y el Museo Diocesano de Toledo , así como la cesión del convento de Santa Úrsula en Toledo a la Orden Militar y Hospitalaria de San Lázaro de Jerusalén para realizar sus investiduras de nuevos caballeros.
También estableció unas normas de decoro para la visita a los templos, que se habían perdido por la presión turística que sufre la Ciudad Imperial.
En el último año de su pontificado, 1995, se reconfiguró la Provincia Eclesiástica de Toledo, con la segregación de las diócesis de Coria-Cáceres y de Plasencia a la nueva Archidiócesis de Mérida-Badajoz, creada por Juan Pablo II en 1994, y la incorporación de la diócesis de Albacete, y manteniendo las diócesis sufragáneas de Cuenca, Ciudad Real y Sigüenza-Guadalajara.

### Los procesos de los mártires de laguerra civil española
Durante su pontificado se reabrieron las causas de beatificación y canonización de los muertos durante la Guerra Civil por profesar su fe. Cuando tuvo lugar la apertura del proceso en la catedral de Toledo afirmó: 
«Con estas causas de beatificación no introducimos ningún factor de discordia en la vida española. Obramos con absoluta fidelidad a algo que está por encima de los hombres, en primer lugar, porque debemos conservar y vivir la memoria de nuestros mártires y con eso no hay implicación ninguna de amparo y protección de ideologías enfrentadas unas con otras. (...) Conservar y vivir la memoria de los mártires es un deber de cristiano. Queremos encontrar más motivos para amar a la Iglesia, porque cuando se logran estas beatificaciones el corazón se ensancha al contemplar a esta Iglesia, madre fecunda, que en cualquier momento de la historia engendra estos hijos. (...) Deseo sinceramente que en España se reconozca la grandeza de los ideales donde esta grandeza se dé. (...) Si hay grandeza en otros ideales, que se reconozca también y de hecho ya se encargan otros de hacerlo, exista realmente o no esa grandeza».

### Trabajo en la Conferencia Episcopal Española
Ocupó importantes puestos en la Conferencia Episcopal Española, aunque nunca optó por presidirla: fue miembro del Comité Ejecutivo y de la Comisión Permanente y presidió las Comisiones de Caridad y Apostolado Social, de Medios de Comunicación, del Clero y de Liturgia.

### Cardenalato
Fue nombrado cardenal presbítero del título de San Agustín por Pablo VI y su nombramiento fue hecho público en el Consistorio de 5 de marzo de 1973. Como tal participó en el cónclave del 25 al 26 de agosto de 1978, en el que salió elegido el patriarca de Venecia, Albino Luciani —Juan Pablo I—, de quien era íntimo amigo. Pasado poco más de un mes, y tras el inesperado fallecimiento del nuevo papa, participó en el nuevo cónclave —del 14 al 16 de octubre de 1978—, del que saldría elegido el arzobispo de Cracovia, Karol Wojtyła, quien tomó el nombre de su predecesor inmediato. 
Mantuvo buenas y cordiales relaciones con el papa polaco, quien, en no pocas veces, puso la labor pastoral de González Martín como ejemplo de aplicación de las directrices de Concilio. Fue enviado especial del papa en numerosas ocasiones, la última de ellas a la celebración del V Centenario del Tratado de Tordesillas, en Valladolid, el 7 de junio de 1994.

### Renuncia al arzobispado
En 1993 presentó su renuncia al papa como arzobispo de Toledo y primado de España, al cumplir 75 años, renuncia que le fue aceptada dos años más tarde, el 23 de junio de 1995. Fue sustituido por Francisco Álvarez Martínez y se retiró a su residencia de Fuentes de Nava, en la provincia de Palencia.
Como cardenal, perdió el derecho a participar en un cónclave cuando cumplió 80 años de edad, el 16 de enero de 1998.

## Relaciones con la política española
En su papel de obispo, y siguiendo las indicaciones del Vaticano II, González Martín se caracterizó por una gran independencia política, aunque no siempre apreciada, finalmente reconocida.

### Durante la dictadurafranquista
Realmente, aparte de los roces de índole simbólica que tuvo con algunos miembros del primer gobierno de Felipe González, el cardenal González Martín solo tuvo un importante encontronazo con el Estado cuando era arzobispo de Barcelona, debido a su apoyo al rito en catalán (lengua que hablaba perfectamente tras un año de estancia en la diócesis) y a la legítima intervención de los cristianos catalanes en la vida pública, independientemente de su orientación política. Además, la presión política del nacionalismo catalán no cesó durante sus cinco años de pontificado en la Ciudad Condal.
De hecho, su promoción de Barcelona a Toledo fue vista con buenos ojos tanto desde la dictadura franquista como de los sectores nacionalistas, que se libraban de un obispo reacio a la manipulación política en una diócesis tan problemática.
Tras ser nombrado arzobispo de Toledo, y según disposición legal, tomó posesión de su cargo de Consejero de Estado en Madrid, el 23 de marzo de 1972.

### Durante la Transición
González Martín fue identificado por parte de los medios de comunicación como el representante del «ala conservadora» de la Iglesia española durante la Transición, por el mero hecho de haber celebrado los funerales del general Franco, mientras que el cabeza del «ala progresista», el cardenal Tarancón, ofició la misa al Espíritu Santo, que en España funciona como ceremonia de coronación, presidida por Juan Carlos I. En realidad estos hechos eran cuestiones del protocolo del Estado, y nada tenía que ver con las posibles filias políticas de los prelados. De hecho, tanto Tarancón como González Martín mantuvieron una actitud de presencia pública pero de separación entre la Iglesia y los poderes políticos.
Desde su puesto de Consejero de Estado aconsejó en contra de la Ley de Divorcio y en 1978 redactó una pastoral sobre la Constitución en la que aseguraba que esta contenía cinco graves defectos:
- La exclusión del nombre de Dios en una nación de bautizados.
- Falta de referencia a la ley natural, con lo que las leyes quedan a merced de los poderes públicos.
- Falta de garantías para la libertad de enseñanza y de seguridad a los padres para la formación religiosa de sus hijos.
- Falta de tutela para los valores de la familia y del matrimonio, abriendo las puertas del divorcio.
- Y la omisión del veto explícito al aborto.

Esta carta pastoral fue apoyada y suscrita por otros ocho obispos -la "gloriosa minoría"-: Segundo García, arzobispo de Burgos; Pablo Barrachina obispo de Orihuela-Alicante; Demetrio Mansilla, obispo de Ciudad Rodrigo; José Guerra Campos, obispo de Cuenca; Ángel Temiño, obispo de Orense; don Laureano Castán, obispo de Sigüenza-Guadalajara; Luis Franco, obispo de Tenerife; y Francisco Peralta, administrador apostólico de Vitoria.
Sin embargo, el cardenal Marcelo aplaudió la definitiva retirada de los eclesiásticos de tareas políticas, aunque, por petición expresa de Felipe González, no abandonara sus obligaciones en el Consejo.

### Gobiernos de Felipe González
La relación con los ejecutivos socialistas pasó diversas fases: una primera de encontronazo por la ley de despenalización del aborto y por la reforma educativa de Maravall. A consecuencia de ello el cardenal prohibió la presencia del ministro de Justicia en la presidencia de la procesión del Corpus Christi de Toledo de 1983 (ya lo había hecho dos años antes, en 1981 con gobierno UCD, con la Ley del Divorcio de fondo). Sin embargo, su trato con Felipe González y Alfonso Guerra fue especialmente cordial, sin olvidar la amistad que le unió con el presidente, socialista, de Castilla-La Mancha, José Bono.
Estas buenas relaciones no impidieron que Marcelo González desarrollara una gran crítica a las políticas laicistas del gobierno, especialmente en materias de relación Iglesia-Estado, matrimonio y divorcio, aborto, educación, financiación de la Iglesia, etc.

## Distinciones
En 1972 fue elegido miembro de número de la Real Academia de Ciencias Morales y Políticas, en 1995 investido doctor honoris causa por la Universidad de Castilla-La Mancha y, desde 1998, académico de honor de la Real Academia de Doctores de España. En 2000 fue Premio Castilla y León de las Ciencias Sociales y Humanidades, y en 2003 se le concedió la Medalla de Oro de Castilla-La Mancha. Estaba en posesión también de la Gran Cruz Eclesiástica de la Orden Militar y Hospitalaria de San Lázaro de Jerusalén de la que era Protector Espiritual en España.
En su condición de Cardenal primado de España tuvo el privilegio de pronunciar en dos ocasiones el Sermón de las Siete Palabras de la Semana Santa de Valladolid. El protocolo de este acto marca que los elegidos para pronunciarlo sólo pueden hacerlo una vez, siendo la única persona a la que se le ha permitido volver a pronunciarlo.

## Fallecimiento

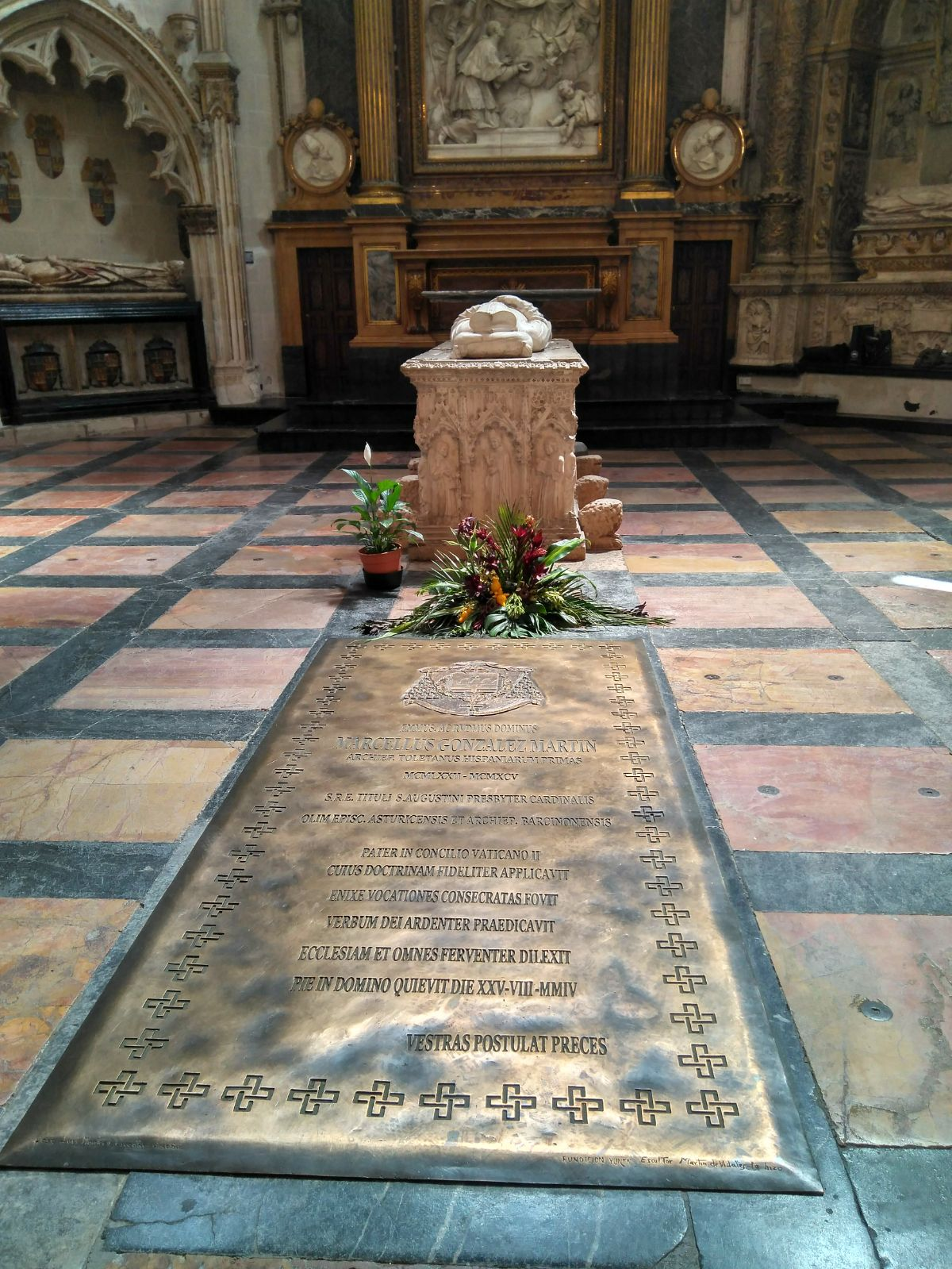
Tumba del cardenal Marcelo en la capilla de San Ildefonso de la catedral de Toledo (en frente la tumba del cardenal Gil Álvarez de Albornoz)

Murió el 25 de agosto de 2004 en su residencia de Fuentes de Nava (Palencia) y está enterrado en la Catedral de Toledo.

## Principales obras

### Libros
- Alimentar nuestra vida con el concilio, Madrid, Palabra, 1987
- Amo a la Virgen de Guadalupe, Toledo: M. González Martín, D.L., 1983; Madrid, Gráf. Offsetti. ISBN 84-300-9985-9
- Astorga, diócesis misionera, hacia América con la OCSHA, Valladolid, Edit. Sever Cuesta, 1964.
- Creo en la Iglesia, Madrid, La Editorial Católica, 1974.
- El valor de lo sagrado, Toledo : Estudio Teológico de San Ildefonso, D.L. 1986. ISBN 84-398-6641-0
- En el corazón de la Iglesia, Toledo : Estudio Teológico de San Ildefonso, D.L. 1987. ISBN 84-398-9463-5
- Enrique de Ossó: la fuerza del sacerdocio, La Editorial Católica, 1983. ISBN 84-220-1103-4
- Escritos sobre la transición política española (1977-1984), Toledo, Instituto Teológico San Ildefonso, Servicio de Publicaciones, 2006
- Evangelizar, Toledo : Estudio Teológico de San Ildefonso, D.L. 1988. ISBN 84-404-1573-7
- Fuertes en la fe, Barcelona, Balmes, 1968
- Hijos de la luz, Predicación cuaresmal, Barcelona, Balmes, 1971
- Iglesia y política en la España de hoy (Textos de Vicente E. y Tarancón, Marcelo González, Narciso Jubany; prólogo e introducción de Olegario González de Cardenal), Salamanca, Sigueme, 1980
- La acción pastoral del sacerdote en Barcelona, Barcelona, Comisión Diocesana para los Medios de Comunicación Social, 1967
- La Cuaresma y la práctica de los Ejercicios Espirituales de San Ignacio, Barcelona, Imp. Fidel, 1969.
- La fe coneguda, viscuda i estimada, Barcelona, Comissió Diocesana per als Medis de Comunicació Social, 1967. / La fe, conocida, vivida y amada, Barcelona, Comisión Diocesana para los Medios de Comunicación Social, 1967
- La figura del sacerdote, hoy. El sacerdote y el sacrificio de Cristo, Madrid, Bruño, 1971
- La Virgen María y la juventud, Barcelona, Balmes, 1970
- Los valores de siempre, Toledo, Estudio Teológico de San Ildefonso, 1995
- Luces y sombras en la Iglesia de hoy. Necesidad de criterios claros y acertados. Conferencias pronunciadas en el Colegio del Arte Mayor de la Seda de Barcelona. Diciembre de 1968, Barcelona, Balmes, 1969
- Teresa de Jesús en la Iglesia, Toledo: s.n., 1983 (Ávila : Gráf. Carlos Martín. ISBN 84-300-9487-3)
- Un seminario nuevo y libre, ¿Más sacerdotes o más seglares?, Toledo, s.n., 1973 (Imp. Serrano)
- Unidos en la esperanza, Barcelona, Balmes, 1969
- Vé ante mis ojos: Santa Teresa, para los cristianos de hoy : 27 homilías (1972-2003) en la fiesta de la Transverberación de Santa Teresa, en el Carmelo de la Encarnación de Ávila, Madrid: Edibesa, 2003. ISBN 84-8407-406-4

### Artículos
- «Cuestiones emergentes en torno al monoteísmo». Revista de la Facultad de Teología de la Pontificia Universidad Católica Argentina, N.º. 81, 2003, pp. 83-114, ISSN 0328-1396
- «El ateísmo en el mundo político». Anales de la Real Academia de Ciencias Morales y Políticas, N.º 73, 1996, pp. 477-486, ISSN 0210-4121
- «El Concilio III de Toledo, identidad católica de los pueblos de España y raíces Cristianas de Europa». Altar Mayor, N.º. 111, 2007 (Ejemplar dedicado a: XIII Conversaciones en el Valle.), pp. 113-132
- «El Ecumenismo y la Europa unida». Anales de la Real Academia de Ciencias Morales y Políticas, N.º 63, 1986, pp. 17-46
- «El futuro inmediato del catolicismo en España». Anales de la Real Academia de Ciencias Morales y Políticas, N.º 75, 1998, pp. 551-560
- «El III Concilio de Toledo: Identidad católica de los pueblos de España y raíces cristianas de Europa». Anales de la Real Academia de Ciencias Morales y Políticas, N.º 66, 1989, pp. 67-84
- «El movimiento "Cristianos para el Socialismo"». Anales de la Real Academia de Ciencias Morales y Políticas, N.º 53, 1976, pp. 45-66
- «El pontificado de Juan Pablo II». Razón española: Revista bimestral de pensamiento, N.º. 131, 2005, pp. 299-301, ISSN 0212-5978
- «El sacerdocio femenino». Anales de la Real Academia de Ciencias Morales y Políticas, N.º 65, 1988, pp. 145-158, ISSN 0210-4121
- «La agricultura en el magisterio de la Iglesia». Anales de la Real Academia de Ciencias Morales y Políticas, N.º 72, 1995, pp. 455-472
- «La falta de interioridad, drama de la cultura actual y de la Iglesia». Anales de la Real Academia de Ciencias Morales y Políticas, N.º 54, 1977, pp. 43-60.
- «La Iglesia de hoy ante la idea de una Europa unida». Anales de la Real Academia de Ciencias Morales y Políticas, N.º 62, 1985, pp. 7-22.
- «La Iglesia en la perspectiva del tercer milenio». Anales de la Real Academia de Ciencias Morales y Políticas, N.º 74, 1997, pp. 447-454.
- «La potestad Sagrada de la Iglesia». Aspectos de la función de gobierno en la Iglesia: XVI Jornadas de la Asociación Española de Canonistas / coord. por Avelina Rucosa Escudé, 1998, pp. 9-54, ISBN 84-7299-408-2.
- «La violencia en el Antiguo Testamento». Anales de la Real Academia de Ciencias Morales y Políticas, N.º 64, 1987, pp. 205-220.
- «Noticia de los dos últimos cónclaves». Anales de la Real Academia de Ciencias Morales y Políticas, N.º 56, 1979, pp. 25-44.
- «Nueva contribución de la Iglesia al anhelo de una Europa unida». Anales de la Real Academia de Ciencias Morales y Políticas, N.º 67, 1990, pp. 9-16.
- «Nuevos escenarios y líneas emergentes en la teología católica contemporánea». Revista de la Facultad de Teología de la Pontificia Universidad Católica Argentina, N.º 84, 2004, pp. 41-66, ISSN 0328-1396
- «Responsabilidad de la familia cristiana hoy». Escritos de homenaje a S.S. Juan Pablo II, 1982, pp. 41-63
- «Revisión de la figura del Cardenal Gomá». Anales de la Real Academia de Ciencias Morales y Políticas, N.º 61, 1984, pp. 59-68
- «Sobre la evangelización de América». Anales de la Real Academia de Ciencias Morales y Políticas, N.º 70, 1993, pp. 139-154
- «Temas y estilo emergentes en la teología contemporánea: un análisis a partir del itinerario “sintomático” de David Tracy». Revista de la Facultad de Teología de la Pontificia Universidad Católica Argentina, N.º. 86, 2005, pp. 91-108